# Rostov Velikij
För den större staden Rostov vid Don, se Rostov-na-Donu.
Rostov (ryska: Ростов; även kallad Rostov Velikij, "Stora Rostov", ibland officiellt Rostov Jaroslavskij; fornnordiska: Rostofa) är en stad vid Nerosjön i Jaroslavl oblast i västra Ryssland, nordost om Moskva, med 30 824 invånare i början av 2015. Den är en av de äldsta städerna i Ryssland.
På 1300-talet konkurrerade Rostov med Novgorod om herraväldet över de landområden i norr som kallas Zavolotjie ("landet bortom båtdragen") runt floden norra Dvina och sjön Onega. Under 1400-talet hamnade allt detta under Moskvariket (Novgorod år 1478).

## Historia
Rostovs föregångare var Sarskoje Gorodisjtje, som enligt vissa forskare var huvudstad för den finsk-merjanska stammen. Andra tror att det var en viktig handelsplats för vikingar och en fästning som skyddade Volgas handelsrutt.[källa behövs] Flera skyter bosatte sig också där. Dessa olika folk, såsom vikingar, skyter, slaver och finsk-ugriska folk var sannolikt förfäder till många av dem som idag bebor regionen. Rostov nämns först i krönikorna under år 862 som en redan viktig bosättning och blev på 1000-talet huvudstad för furstendömet Vladimir-Suzdal, ett av de viktigaste ryska furstendömena. Rostov införlivades i Moskvariket 1474.
Trots att det förlorat sin oberoende status förblev Rostov ett kyrkligt centrum. Från år 988 var det stiftsstad i Jaroslavls stift, ett av de första ryska biskopstiften. På 1300-talet blev biskoparna i Rostov ärkebiskopar och sent på 1500-talet metropoliter. En av dessa metropoliter, Iona (Jona) Sysojevitj (ca. 1607–1690), beställde stadens viktigaste landmärke: dess citadell (kreml). Detta anses av vissa vara det finaste utanför Moskva. Trots att Rostov raserades av mongolerna på 1200- och 1300-talet och därefter av polackerna 1608, överlevde det som en medelstor stad. Sent på 1700-talet överfördes dess huvudortsstatus till Jaroslavl.
Rostov är bland annat känt för sin tillverkning av emaljerade föremål.

## Vänorter
- Jämsä, Finland[3]
- Stevens Point, USA[4]